# Perkupa
Perkupa ist eine ungarische Gemeinde im Kreis Edelény im  Komitat Borsod-Abaúj-Zemplén. Zur Gemeinde gehört der nordöstlich gelegene Ortsteil Dobódél.

## Geografische Lage
Perkupa liegt in Nordungarn, 41,5 Kilometer nördlich des Komitatssitzes Miskolc und 20 Kilometer nördlich 
der Kreisstadt Edelény am linken Ufer des Flusses Bódva. Der nordöstlich gelegene Ortsteil Dobódél liegt am gegenüberliegenden Ufer des Flusses. Nachbargemeinden im Umkreis von 5 Kilometern sind Bódvarákó, Szalonna, Szin und Varbóc. Die nächste Stadt Szendrő befindet sich 8 Kilometer südöstlich.

## Geschichte
Im Jahr 1907 gab es in der damaligen Kleingemeinde 136 Häuser und 861 Einwohner auf einer Fläche von 2836 Katastraljochen. Sie gehörte zur damaligen Zeit zum Bezirk Torna im Komitat Abaúj-Torna. 1940 wurde der Ort Dobódél mit Perkupa vereinigt.

## Söhne und Töchter der Gemeinde
- László Kalász (1933–1999), Dichter und Bibliothekar

## Sehenswürdigkeiten
- László-Kalász-Gedenktafel
- Nepomuki-Szent-János-Statue, erschaffen 1862
- Reformierte Kirche, erbaut 1797–1799, der Turm wurde 1838 hinzugefügt
- Römisch-katholische Kirche Szent István király, erbaut 1865 nach Plänen von Miklós Ybl
- Römisch-katholische Kirche Jézus Szíve, erbaut 1944, im Ortsteil Dobódél

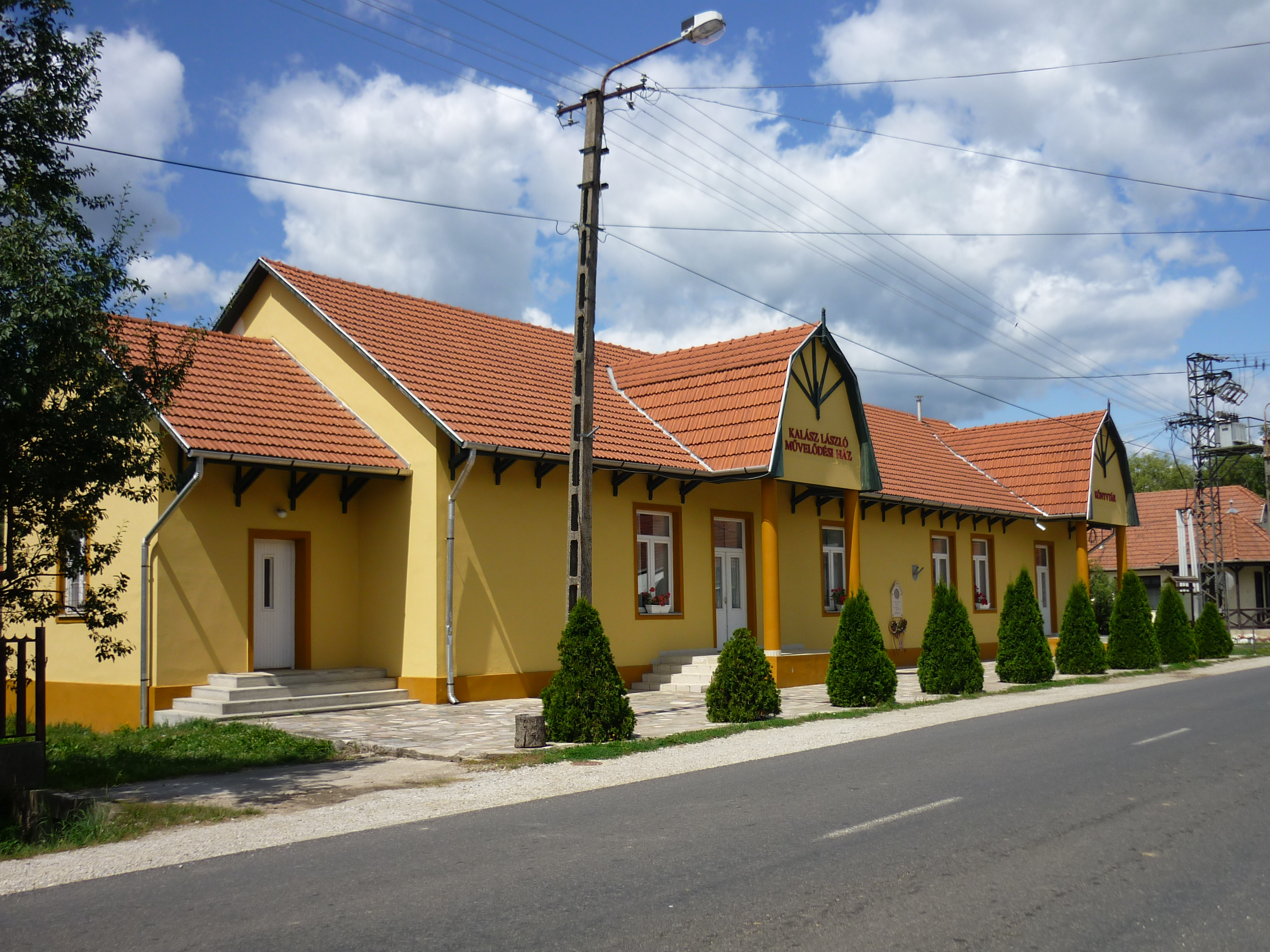
László-Kalász-Kulturhaus
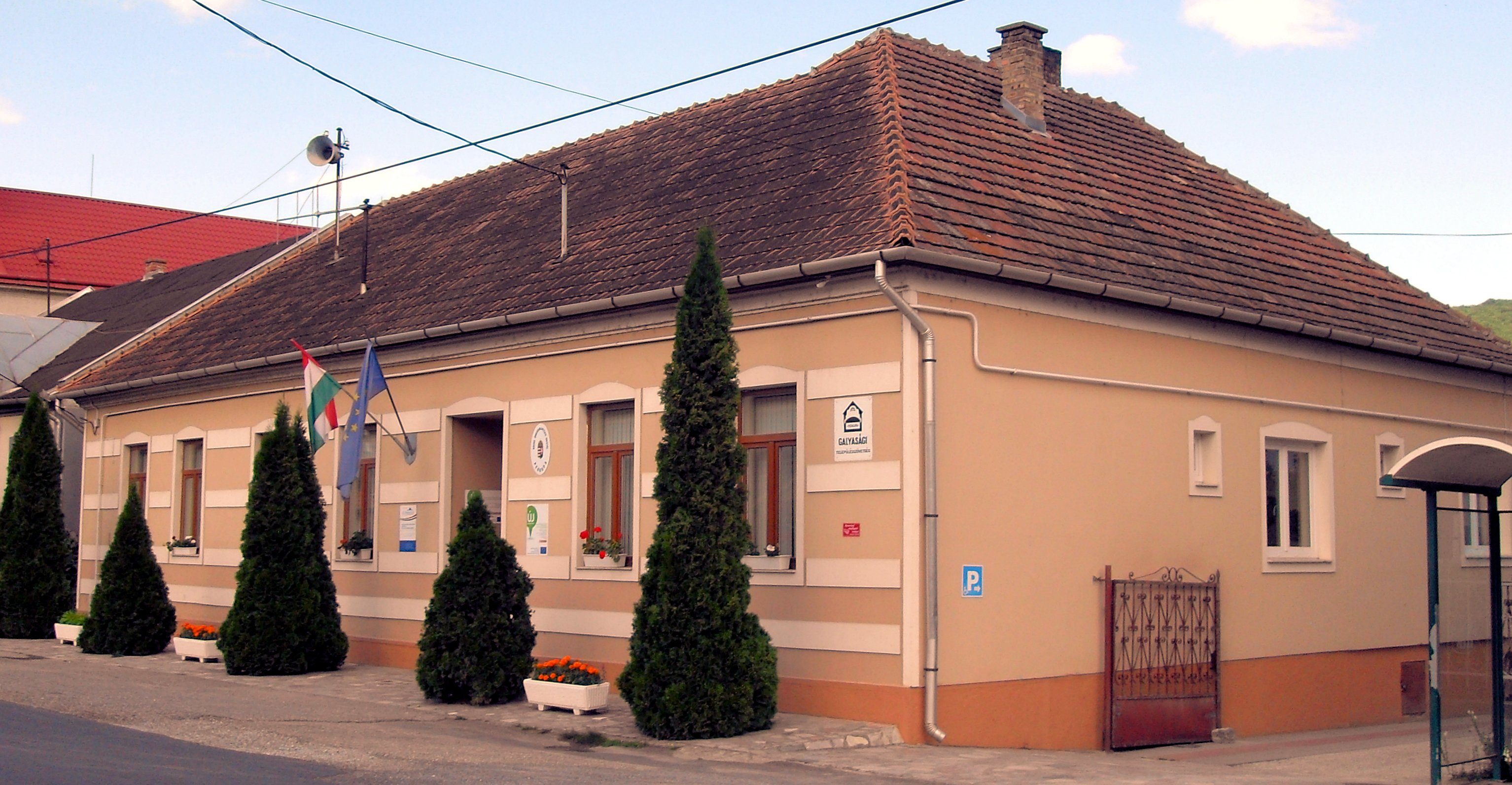
Gemeindeverwaltung
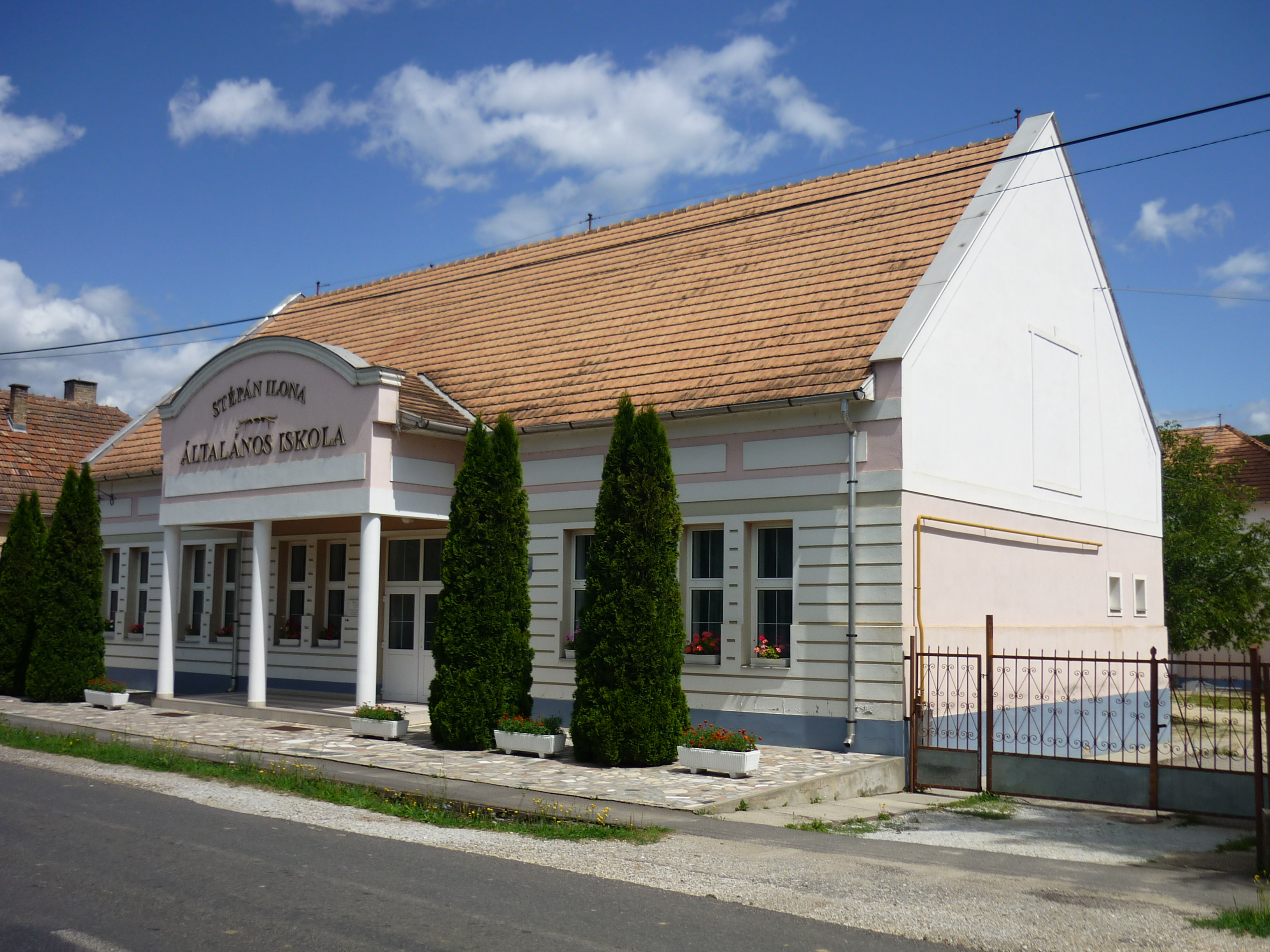
Ilona-Stépán-Schule
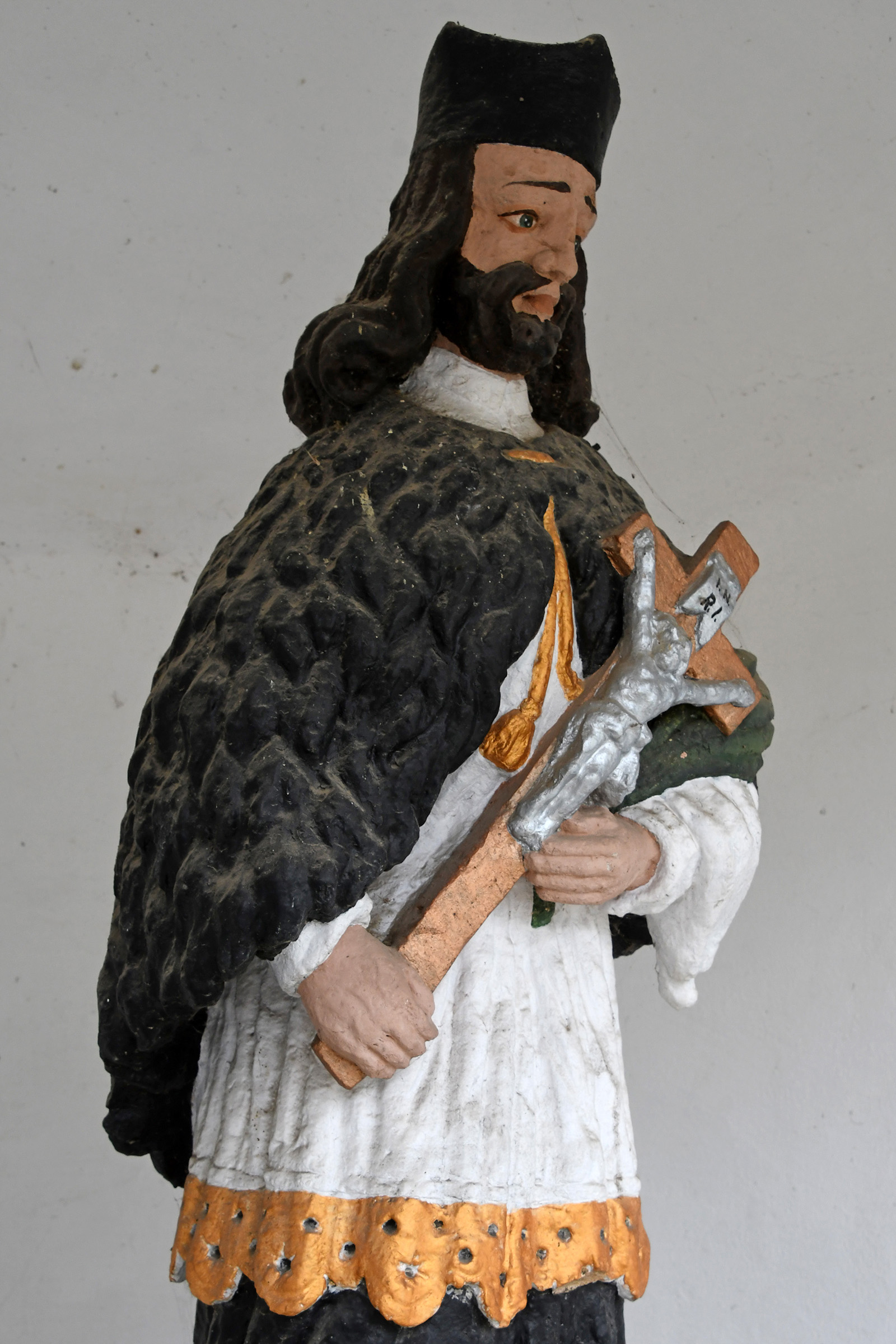
Nepomuki-Szent-János-Statue
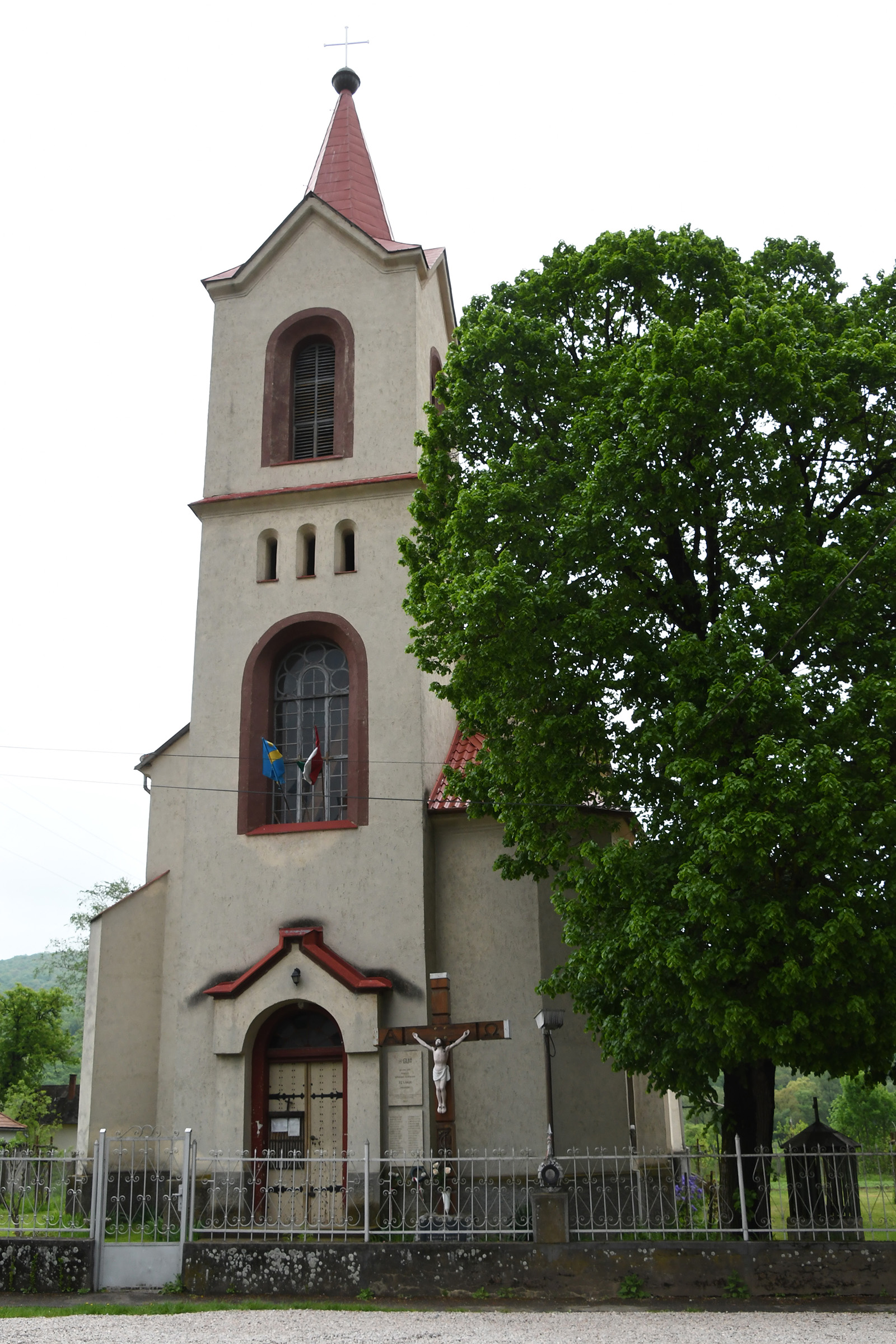
Röm.-kath. Kirche Szent István király
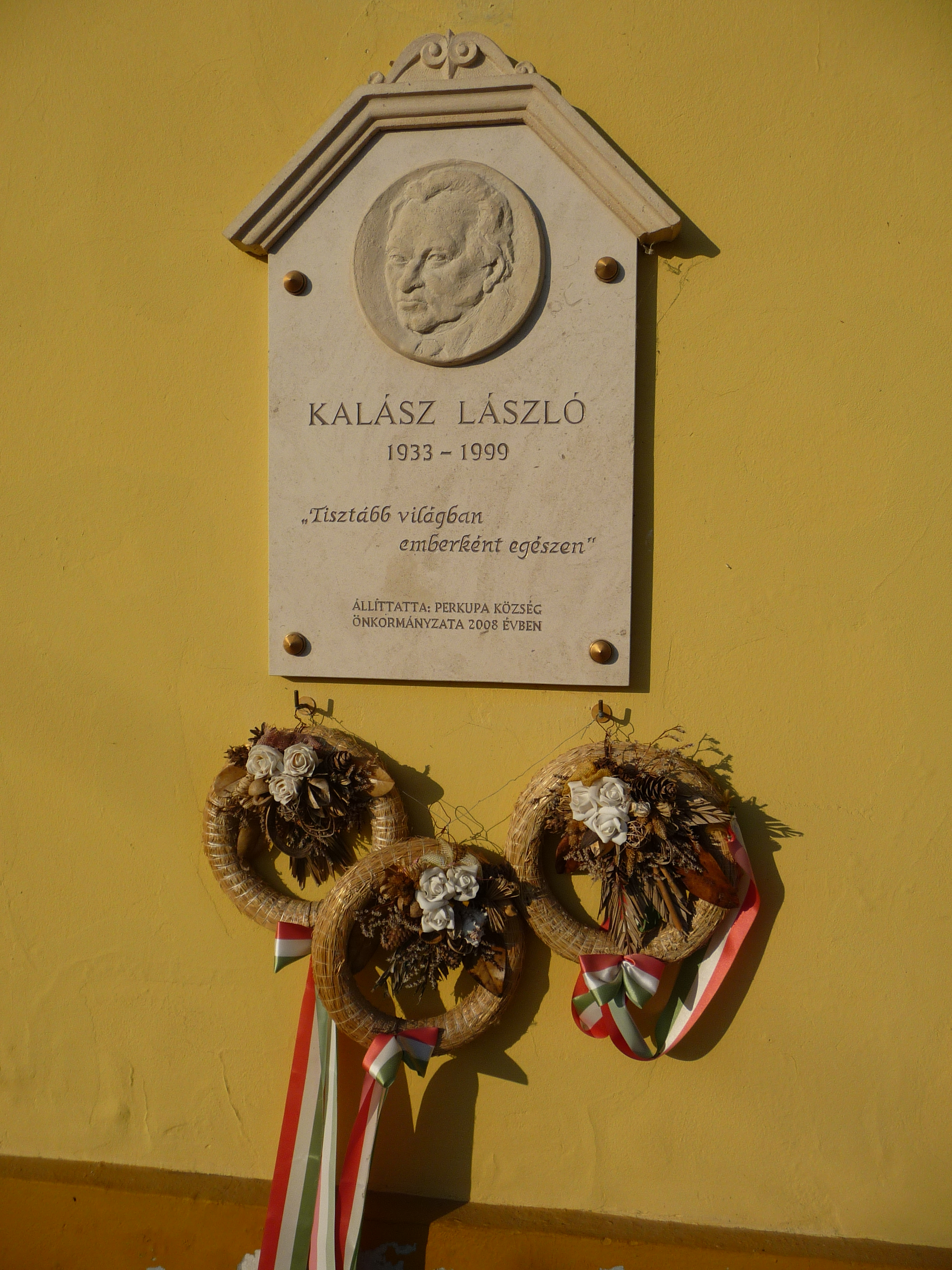
László-Kalász-Gedenktafel

## Verkehr
Durch Perkupa verläuft die Hauptstraße Nr. 27, von der Nebenstraßen nach Dobódél und Varbóc abzweigen. Es bestehen Busverbindungen in alle benachbarten Orte sowie über Szendrő, Edelény und Sajószentpéter nach Miskolc. Weiterhin gibt es Zugverbindungen nach Tornanádaska und Miskolc.